# Comitatul Warren, New York
Comitatul Warren (engleză Warren County) este unul din cele 62 de comitate ale statului american New York.  Sediul comitatului este orașul QueensburyGR6. Denominarea Warren County are codul FIPS de 36 - 113 Arhivat în 5 septembrie 2015, la Wayback Machine..
Fondat în 1813, comitatul a fost numit în onoarea generalului Joseph Warren, ucis în bătălia de la Bunker Hill din cadrul Războiului de independență al  Statelor Unite ale Americii.
Conform recensământului Statelor Unite din 2000, efectuat de United States Census Bureau, populația totală era de 63.303 locuitori.

## Galerie de imagini

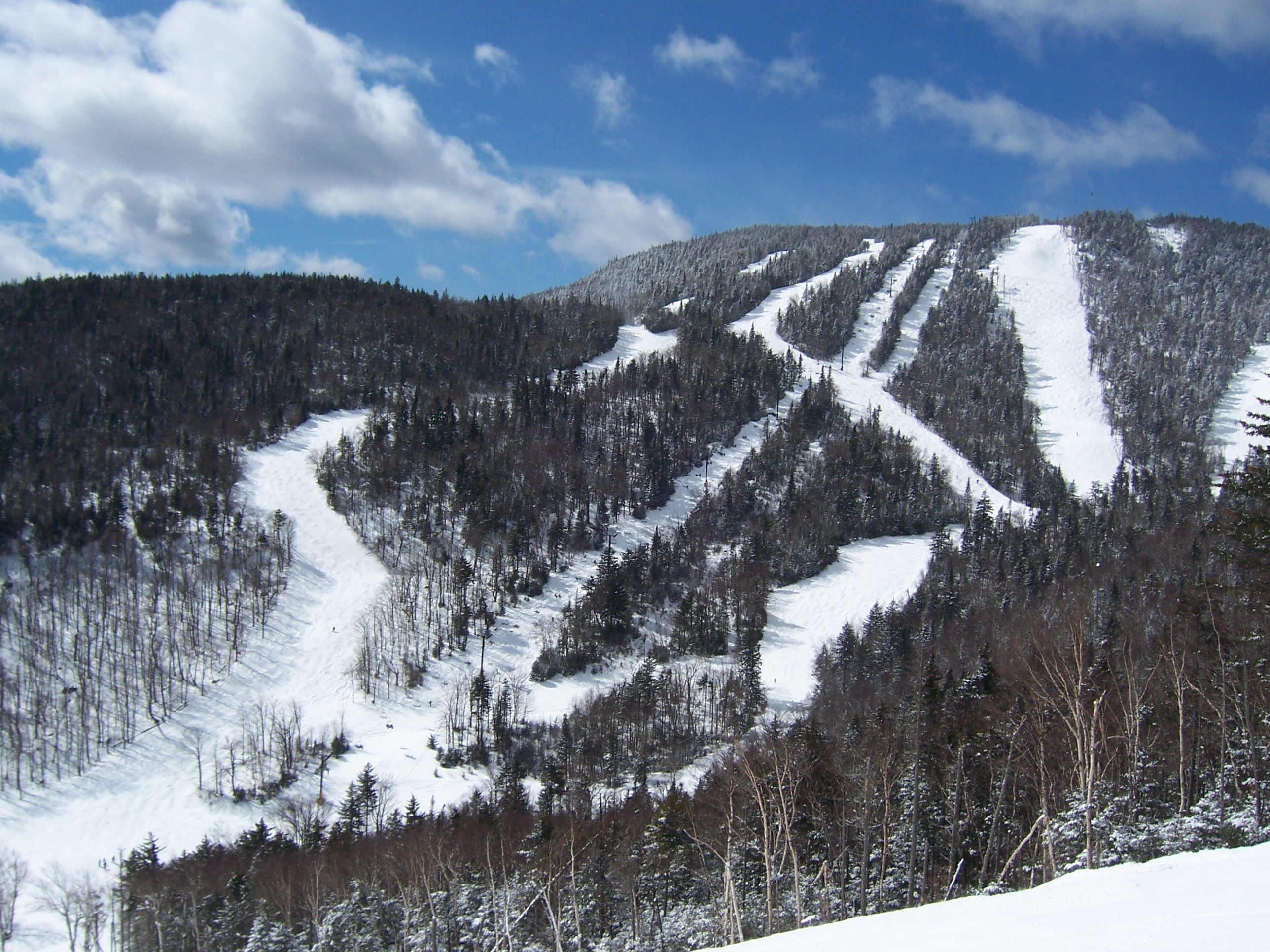
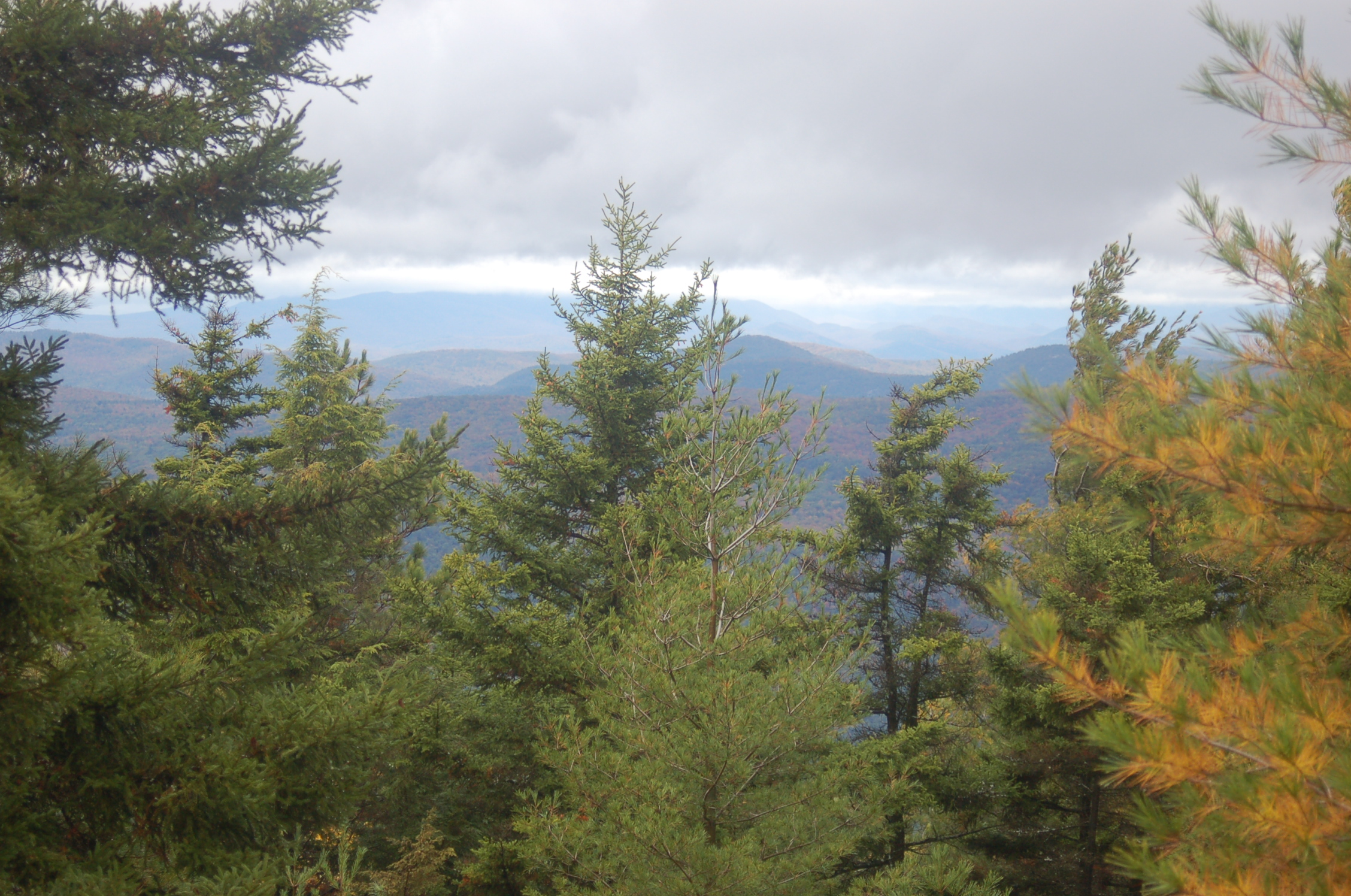
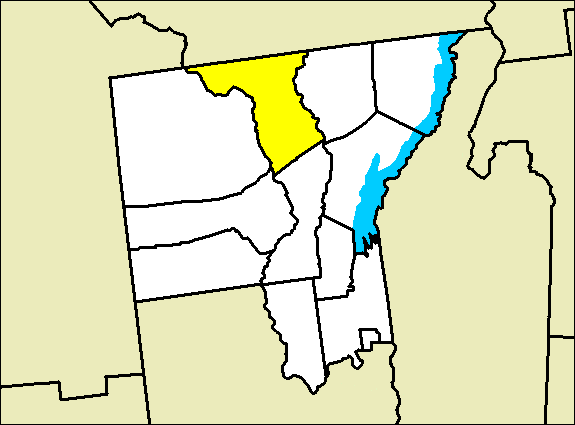
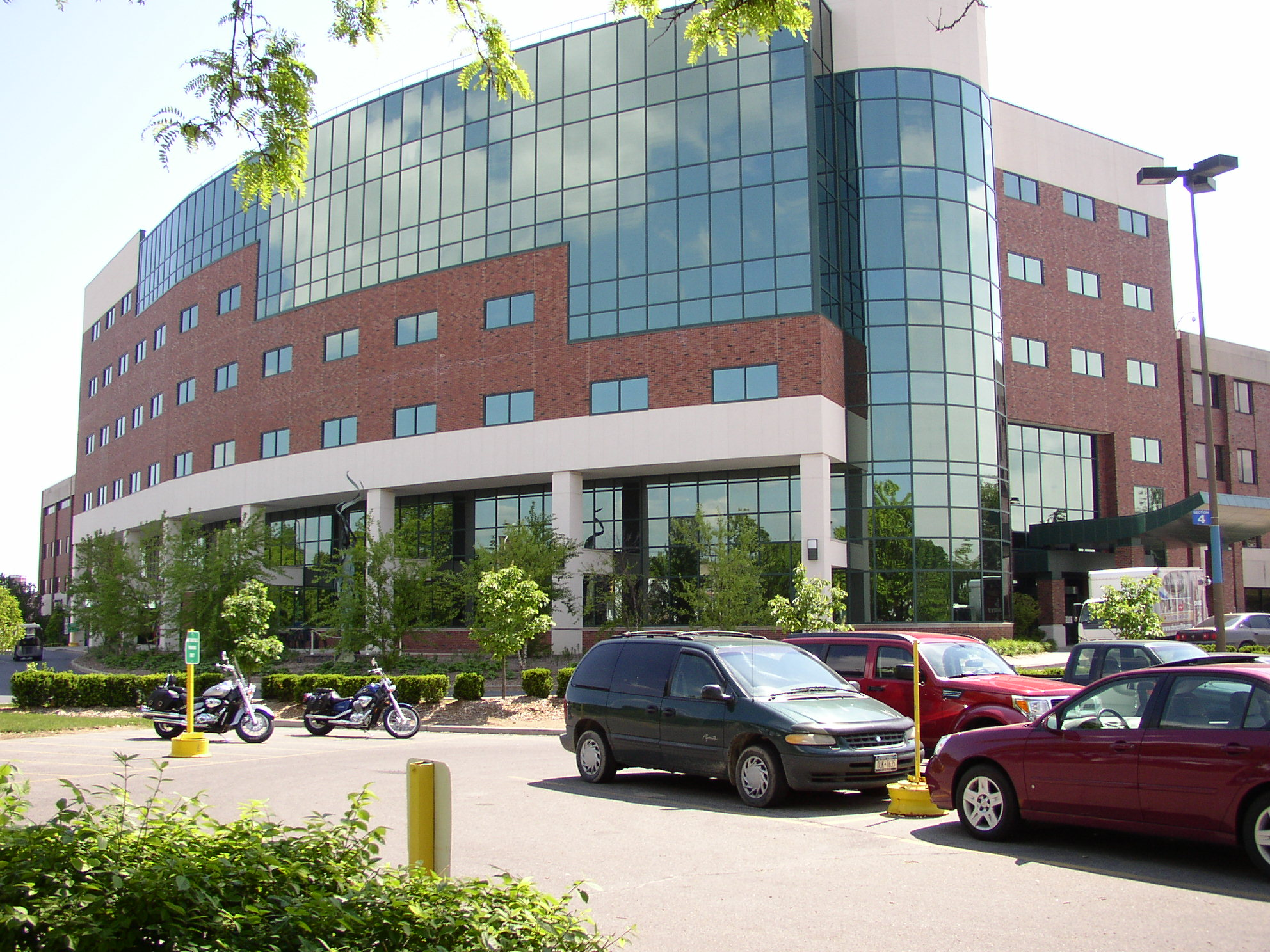

## Demografie
|  | Graficele sunt indisponibile din cauza unor probleme tehnice. Mai multe informații se găsesc la Phabricator și la wiki-ul MediaWiki. |

Date: Wikidata - grafică realizată de Wikipedia